# Dora Miehe
Dorthea Vilhelmine Karoline Miehe (Dora Miehe, født 9. december 1868 i Harreslev, død 28. august 1945, Ydby) var en dansk cirkusartist og cirkusdirektør.
Hun optrådte som barn i cirkusset som styltedanser og senere som linedanser.
Med sin tredje mand, Heinrich Kolzer, ledede hun Cirkus Miehe, som blev Danmarks førende cirkus.
Fra 1938 til 1940 lejede Cirhus Miehe Cirkusbygningen i København.
Dora Miehe og hendes families turné med det lille cirkus i 1800-tallet er erindreret i Johannes V. Jensens tekst fra 1911 Cirkus Rieger, hvor de optales under pseudonym.
Johannes V. Jensen skrev også om Dora Miehe i teksten Hos "Duedronningen" fra 1940 efter at han havde genset hende ved en forestilling i Cirkusbygningen.
Hos Jensen hedder det at Miehe havde optrådt "som sekstenaarig ung Fe i et Nummer paa slap Line, 'Duedronningen', med en stor kinesisk Parasol som Balancestang over hovedet".